# NGC 3921
NGC 3921 é uma galáxia espiral (S0-a) localizada na direcção da constelação de Ursa Major. Possui uma declinação de +55° 04' 46" e uma ascensão recta de 11 horas, 51 minutos e 06,8 segundos.
A galáxia NGC 3921 foi descoberta em 14 de Abril de 1789 por William Herschel.